# Османская империя на летних Олимпийских играх 1908
Османская империя на летних Олимпийских играх 1908 года в Лондоне была представлена одним спортсменом — Алеко Мулосом, этническим греком, выступившим в личном многоборье по гимнастике. Во время Олимпиады Османская империя именовалась Турцией. Это было первое официально признанное участие Османского государства на Играх, хотя по крайней мере два спортсмена из Смирны в 1896 году представляли Грецию.

## Результаты

### Спортивная гимнастика
Соревнования по спортивной гимнастике прошли 14 и 15 июля и включали семь видов гимнастических выступлений, баллы за которые суммировались для получения окончательного результата:
- турник (перекладина), маховые движения
- турник, статические и силовые элементы
- параллельные брусья
- кольца, маховые движения
- кольца, статические и силовые элементы
- конь
- лазание по канату.

За исключением лазания по канату, каждый гимнаст выполнил одно «произвольное» упражнение на каждом снаряде, получив максимальную оценку в 24 балла от каждого из трёх судей. Таким образом, максимум было 72 балла за упражнение, то есть 432 балла за шесть упражнений (без каната). Баллы присуждались за:
- успешное выполнение упражнения,
- сложность и комбинацию движений,
- стиль
- разнообразие движений.

Соревнование по лазанию по канату требовало от гимнастов работать только руками, держа ноги вместе и не касаясь каната. Подъём должен был быть непрерывным без остановок. Гимнаст получал 0,5 балла за каждые 18 дюймов подъёма[уточнить].
Мужчины
Алеко Мулос набрал 154,5 балла и разделил 67/68 место с норвежцем Йоханом Скратосом, который набрал точно столько же баллов.
| Спортсмены  | Соревнование                                           | Очки  | Место |
| ----------- | ------------------------------------------------------ | ----- | ----- |
| Алеко Мулос | личное первенство по спортивной гимнастике (семиборье) | 154,5 | 67    |